# 퍼스트 항공
퍼스트 항공(일본어: 第一航空, 영어: First Flying Co.,LTD.)은 일본 오사카부 야오시의 야오 공항을 본거지로 소형 항공기를 비롯해 헬리콥터를 운항하고 있으며 또한 부정기 항공 노선 사업이나 유람 비행, 조종 훈련, 항공사진 촬영, 광고 선전의 사업을 실시하고 있다.
약칭으로서 영어 회사명의 First Flying Co.,LTD.에 유래한 FFC를 사용하고 있지만 ICAO의 항공사 코드는 Daiichi Air K.K.에 유래하는 DAK이다.

## 개요
오사카부의 야오 공항에 본사가 있으며 히로시마 서부 비행장에 히로시마 사업소를 나하 공항에 오키나와 사업소를 두고 있다. 항공기의 조종 교육과 훈련기관으로 비행 학교를 개설했다. 아울러 나하 공항에서 부정기 항공 노선 사업을 실시하는 것 외에 의뢰를 받아 항공 사진의 촬영을 하청받거나 유람 비행을 실시하고 있다.

## 부정기 항공 노선 사업
2008년 11월 27일 류큐 에어 커뮤터가 운항했다가 일시 운휴가 검토되고 있던 나하 - 아구니 국내선을 노선을 2009년 6월부터 취항하는 것을 발표, 6월 19일부터 취항했다.
퍼스트 항공은 부정기 항공 사업의 경험이 없었지만, 현재 파산된 에어돌핀의 일부 스탭이 동사에 기획서를 반입해 사장에게 직접 담화해 실현 되었다는 에피소드가 있었다. 따라서 운항을 담당하는 오키나와 사업소는 다른 퍼스트 항공의 부문과 독립하고 있어, 정기 항공 노선으로선 예약과 안내는 오키나와 사업소만 취급하고 있다.
또한 2008년 12월 16일 항공 노선이 없었던 토쿠노시마 - 오키노에라부섬 - 나하 국내선의 신설도 발표되어 6월 20일에 취항을 개시했다. 항공기는 9인승의 소형 비행기를 2대 사용하고 있다
그 후 류큐 에어 커뮤터가 철퇴한 후에 에어돌핀이 전세편을 운항했지만 2008년에 파산되면서 운휴 상태가 되고 있는 이시가키 - 하테루마 국내선의 재취항에 대해 요청을 받고 취항을 검토하고 있었다.

## 운항 노선
- 나하 공항 - 아구니 공항
- 나하 공항 - 오키노에라부 공항 - 토쿠노시마 공항

### 철수 발표와오키나와현의 지원 표명
그 동안 오키나와에서 사업을 전개해 왔지만, 부정기 항공 노선이기 위해 시간표에 게재되지 않는 등 지명도가 낮고 당초 전망하고 있던 국내선 80%의 탑승율을 큰폭으로 밑도는 등 55%밖에 되지 않았다.또한 회사가 상정한 적자의 한도액을 불과 1년에 넘기는 상태가 되어 버렸다.
이 때문에 2010년 9월 15일에 나하 - 아구니, 나하 - 오키노에라부 - 토쿠노시마의 모든 노선에서 철수하면서 오키나와 사업소를 폐쇄하는 것을 발표가 났으며, 이후에 기재 융통을 재검토함과 동시에 일본 국토교통성으로부터 보조금을 받는 것으로 운항을 계속한다고 발표했다. 또 10월 이후에 오키나와현으로부터 보조금을 받는 것으로 운임이 3할를 내릴 수 있게 되었다.

## 보유 기종
- 세스나 C208 3대
- 세스나 C206 3대
- 세스나 C172 3대
- 브리턴 노만 아이란다 BN-2B 3대
- 로빈슨 R44 2대
- 로빈슨 R22 2대

## 사건 및 사고
- 2008년 8월 19일, 야오 공항에 착륙하기 위해서 접근하고 있던 세스나 TU206F(JA3721)가 공항과 거리가 가까운 국도 170호선에 불시착해 동승자 1명이 부상을 입었다.[7]